# Alberto Schommer Koch
Alberto Schommer Koch (Westfalia, 1897-Vitoria, 1981) fue un fotógrafo alemán afincado en la ciudad española de Vitoria, padre del también fotógrafo Alberto Schommer García.

## Biografía
Alberto Schommer Koch abandonó Alemania muy joven, tras el estallido de la Primera Guerra Mundial, dirigiéndose a trabajar con su tío, el fotógrafo Willy Koch, que tenía un estudio en San Sebastián. Posteriormente pasaría por Zaragoza asociándose con otro fotógrafo alemán: Dücker. Juntos montarían varias sucursales: en Madrid, Bilbao y Vitoria, siendo en esta última ciudad en la que contrajo matrimonio con Rosario García y en la que terminaría instalándose. 
De modo ya independiente, instaló un estudio en el número 13 de la calle General Álava de la capital alavesa. Durante su vida laboral recogió la vida social y cultural de la ciudad y del entorno. En 1996 su fondo fotográfico, con cerca de 400.000 negativos, fue donado a la Diputación Foral de Álava.

## Libros (selección)
- 1998. La Blanca : fiestas patronales de Vitoria: 1940-1975. Departamento de Cultura y Euskera de la Diputación Foral de Álava, Vitoria[5]